# Luc Terlinden
Luc Terlinden (Etterbeek, 17 ottobre 1968) è un arcivescovo cattolico belga, dal 22 giugno 2023 arcivescovo metropolita di Malines-Bruxelles, dal 28 giugno 2023 ordinario militare per il Belgio e dal 12 ottobre 2023 presidente della Conferenza episcopale belga.

## Biografia
Luc Christian Joseph Terlinden è nato il 17 ottobre 1968 ad Etterbeek, comune nella regione di Bruxelles-Capitale ed arcidiocesi di Malines-Bruxelles, nella parte centrale del Regno del Belgio; proveniente da una famiglia numerosa, è l'ultimo di sette figli. È pronipote di Georges Terlinden (1851-1947), procuratore generale presso la Corte di cassazione. Fin dall'infanzia è stato un appassionato scout, amante del ciclismo e degli sport di montagna.

### Formazione
Dopo aver ricevuto l'istruzione primaria, dal 1980 ha seguito gli studi secondari all'Institute Saint-Stanislas nella città natale, ottenendo il diploma nel 1980. Poco dopo si è iscritto prima alla Université Catholique de Louvain (UCLouvain), di lingua francese, dove ha conseguito il baccellierato in ingegneria commerciale, e poi alla Katholieke Universiteit Leuven (KULeuven), di lingua fiamminga-olandese, dove ha ottenuto la licenza in scienze economiche. In seguito ha anche svolto la leva militare a Siegen, in Germania, servendo nel 1º Reggimento Guide come ufficiale di riserva.
Dopo aver lavorato per alcuni mesi come docente nelle scuole secondarie, nel 1993 ha scelto di seguire la vocazione al sacerdozio, entrando così nel Seminario arcidiocesano della capitale, compiendo gli studi in filosofia presso l'UCLouvain e poi quelli in teologia al Centre d'études théologiques et pastorales (CETEP).
È stato ordinato diacono il 16 ottobre 1998, nella chiesa di Notre-Dame-du-Rosaire ad Uccle, per imposizione delle mani del cardinale Godfried Danneels, arcivescovo metropolita di Malines-Bruxelles, per poi ricevere l'ordinazione sacerdotale il 18 settembre 1999, dallo stesso presule, nella concattedrale di San Michele e Santa Gudula a Bruxelles; si è incardinato, quasi trentunenne, come presbitero della medesima arcidiocesi.
Poco dopo si è trasferito a Roma, in Italia, per terminare la formazione alla Pontificia Accademia Alfonsiana, presso la quale ha conseguito prima la licenza e poi il dottorato in teologia morale, con una tesi sulle fonti della morale nell'individuo moderno sul filosofo Charles Taylor e sulla coscienza secondo il cardinale John Henry Newman.

### Ministero sacerdotale
Tornato in patria, nel 2003 gli è stato affidato il primo incarico pastorale come vicario parrocchiale nella chiesa di San Francesco d'Assisi a Louvain-la-Neuve, dove ha avviato un oratorio per i giovani, un doposcuola dove rilassarsi, mangiare e pregare insieme sul modello italiano; dal 2005 al 2014 è stato anche responsabile della pastorale vocazionale in lingua francese dell'arcidiocesi. Nel 2010 è stato promosso parroco della chiesa di Santa Croce ad Ixelles.
Sempre in seno all'arcidiocesi, nel 2013 è divenuto responsabile dell'unità pastorale e fondatore del Pôle Jeunes XL, per i giovani di età compresa tra i diciotto ed i trent'anni, e nel 2017 presidente del Seminario maggiore di lingua francese, membro del Consiglio episcopale e canonico del capitolo della cattedrale di San Rombaldo di Malines; ha insegnato anche teologia morale al Seminario maggiore francofono di Namur. Inoltre il 1º settembre 2021 è stato scelto come vicario generale dell'arcidiocesi, divenendo altresì moderatore del Consiglio episcopale e responsabile del vicariato per l'educazione e la formazione della parte francofona.
È stato anche membro della Famiglia spirituale di Charles de Foucauld, consigliere del movimento di spiritualità per le coppie Équipes Notre-Dame e cappellano degli scout dell'Unité Saint-André - PL de Coninck.

### Ministero episcopale
Il 22 giugno 2023 papa Francesco lo ha nominato arcivescovo metropolita di Malines-Bruxelles, sede primaziale del Belgio, mentre il 28 giugno seguente lo ha nominato anche ordinario militare per il Belgio; è succeduto in entrambi gli incarichi al cardinale Jozef De Kesel, dimissionario per raggiunti limiti d'età. 
Il 29 giugno, giorno della solennità dei Santi Pietro e Paolo, si è recato presso la basilica di San Pietro in Vaticano, dove il pontefice gli ha consegnato il pallio, simbolo di comunione tra la Santa Sede e il metropolita. 
Il 3 settembre successivo ha ricevuto l'ordinazione episcopale, nella cattedrale di San Rombaldo a Malines, dal cardinale Jozef De Kesel, suo predecessore, co-consacranti François Touvet, vescovo di Châlons, e Johan Jozef Bonny, vescovo di Anversa. Durante la stessa celebrazione ha preso possesso dell'arcidiocesi e gli è stato imposto il pallio dal nunzio apostolico Franco Coppola. Come suo motto episcopale ha scelto Fratelli tutti, titolo dell'omonima enciclica promulgata da papa Francesco nel 2020.
Il 12 ottobre è stato eletto presidente della Conferenza episcopale belga.
Il 30 novembre ha preso possesso dell'ordinariato militare nella cattedrale di Saint Jacques-sur-Coudenberg.

## Genealogia episcopale
La genealogia episcopale è:
- Cardinale Scipione Rebiba
- Cardinale Giulio Antonio Santori
- Cardinale Girolamo Bernerio, O.P.
- Arcivescovo Galeazzo Sanvitale
- Cardinale Ludovico Ludovisi
- Cardinale Luigi Caetani
- Cardinale Ulderico Carpegna
- Cardinale Paluzzo Paluzzi Altieri degli Albertoni
- Papa Benedetto XIII
- Papa Benedetto XIV
- Papa Clemente XIII
- Cardinale Marcantonio Colonna
- Cardinale Giacinto Sigismondo Gerdil, B.
- Cardinale Giulio Maria della Somaglia
- Cardinale Carlo Odescalchi, S.I.
- Vescovo Eugène de Mazenod, O.M.I.
- Cardinale Joseph Hippolyte Guibert, O.M.I.
- Cardinale François-Marie-Benjamin Richard
- Cardinale Pietro Gasparri
- Cardinale Clemente Micara
- Cardinale Jozef-Ernest Van Roey
- Cardinale Léon-Joseph Suenens
- Cardinale Godfried Danneels
- Cardinale Jozef De Kesel
- Arcivescovo Luc Terlinden